# Yusuf Yazıcı
Yusuf Yazıcı (Trebisonda, 29 de enero de 1997) es un futbolista turco que juega en la demarcación de centrocampista para el Olympiacos F. C. de la Superliga de Grecia.

## Selección nacional
Tras jugar con la selección de fútbol sub-19 de Turquía y la sub-21, finalmente hizo su debut con la selección absoluta el 11 de junio de 2017 en un encuentro de clasificación para la Copa Mundial de Fútbol de 2018 contra Kosovo, partido que finalizó con un resultado de 1-4 a favor del combinado turco tras los goles de Amir Rrahmani para Kosovo, y de Volkan Şen, Cengiz Ünder, Burak Yılmaz y Ozan Tufan para Turquía.

### Participaciones en Eurocopas
| Copa          | Sede     | Resultado        | Partidos | Goles |
| ------------- | -------- | ---------------- | -------- | ----- |
| Eurocopa 2020 | Europa   | Fase de grupos   | 3        | 0     |
| Eurocopa 2024 | Alemania | Cuartos de final | 2        | 0     |

## Clubes
| Club                         | País    | Año       | Partidos | Goles |
| ---------------------------- | ------- | --------- | -------- | ----- |
| Trabzonspor                  | Turquía | 2015-2019 | 99       | 22    |
| Lille O. S. C.               | Francia | 2019-2022 | 89       | 16    |
| P. F. C. CSKA Moscú (cedido) | Rusia   | 2022      | 12       | 8     |
| Lille O. S. C.               | Francia | 2022      | 4        | 1     |
| Trabzonspor (cedido)         | Turquía | 2022-2023 | 20       | 5     |
| Lille O. S. C.               | Francia | 2023-2024 | 42       | 12    |
| Olympiacos F. C.             | Grecia  | 2024-     | 1        | 0     |

## Palmarés

### Títulos nacionales
| Título               | Club             | País    | Año     |
| -------------------- | ---------------- | ------- | ------- |
| Ligue 1              | Lille O. S. C.   | Francia | 2020-21 |
| Supercopa de Francia | Lille O. S. C.   | Francia | 2021    |
| Superliga de Grecia  | Olympiacos F. C. | Grecia  | 2024-25 |
| Copa de Grecia       | Olympiacos F. C. | Grecia  | 2024-25 |